# Юлиан Семьонов
Юлиа́н Семьонович Семьонов (фамилно: Ля́ндрес) е съветски и руски писател, сценарист, журналист и поет.
Съпругата му Екатерина е дъщеря на Наталия Кончаловска.
Юлиан Семьонов е сред най-изявените публицисти от съветския период. Основател на списанието „Детектив и политика“ и вестник „Строго секретно“ (1989). , сам кръщавайки го с това име. .
Завършва Московския институт по ориенталистика, след което преподава пущунски език в Историческия факултет на Московския университет. В годините 1960—1970 е задграничен кореспондент, пребивавайки във Франция, Испания, Германия, Куба, Япония, САЩ и Латинска Америка.
Изключително плодотворен писател с над 20 филмирани произведения. Негов е образът на легендарния Щирлиц.
Умира на 15 септември 1993 г. в Москва след като в 1990 г. получава инсулт и последните години е прикован на легло.